# Deux Jours
Pour plus de détails, voir Fiche technique et Distribution.
Deux Jours (Два дня) est un film russe réalisé par Avdotia Smirnova, sorti en 2011,.

## Fiche technique
- Photographie : Maksim Osadtchi
- Musique : Alekseï Steblev, Piotr Klimov
- Décors : Ekaterina Zaletaieva, Alexandre Osipov, Alekseï Pokormiak
- Montage : Youlia Batalova

## Prix et récompenses
- Festival du cinéma russe à Honfleur 2011 : prix du public